# SSC Hanau-Rodenbach
Der Schul-Sport-Club Hanau-Rodenbach e. V. ist ein deutscher Leichtathletikverein mit Sitz in Rodenbach (bei Hanau).

## Geschichte
Der SSC Hanau-Rodenbach wurde 1975 auf Initiative von Harry A. Arndt gegründet.
Der Verein belegt regelmäßig obere Platzierungen bei den Deutschen Leichtathletik-Meisterschaften. 2021 wurde eine Staffel Deutscher Meister im Crosslauf. 2022 wurde der Verein Deutscher Meister in der 3-mal-1000-Meter-Staffel.